# Muhlenberg-víziteknős
A Muhlenberg-víziteknős (Glyptemys muhlenbergii) a teknősök (Testitudines) rendjébe, a mocsáriteknős-félék (Emydidae) családjába tartozó faj.

## Előfordulása
Az Amerikai Egyesült Államok keleti partvidékén honos, elterjedési területe északon Marylandig, délen pedig Georgiáig húzódik.